# Cylindroconidiis
Cylindroconidiis is een monotypisch geslacht van korstmossen behorend tot de familie Byssolomataceae. Het bevat alleen de soort Cylindroconidiis aquaticus.